# 5e armée régionale (Japon)
La 5e armée régionale (第5方面軍, Dai-go hōmen gun) est une composante de l'armée impériale japonaise de la fin de la Seconde Guerre mondiale. Elle combat l'Union soviétique dans les territoires du nord du Japon.

## Histoire
La 5e armée régionale japonaise est formée le 16 mars 1944 au sein du commandement général de défense dans le cadre des efforts désespérés de défense de l'empire du Japon pour empêcher un éventuel débarquement allié à Hokkaidō, Karafuto/Sakhaline du Sud et aux îles Chishima/Kouriles durant l'opération Downfall (ou opération Ketsugō (決号作戦, Ketsugō sakusen) en japonais). Elle reste sous les ordres directs du quartier-général impérial et est basée à Sapporo. Le commandant de la 5e armée régionale a un poste équivalent du commandant de l'armée du district du Nord et a l'honneur de recevoir sa nomination directement de l'empereur Hirohito plutôt que du quartier-général impérial.
Bien que les Japonais soient capables de former de nouvelles armées, l'entraînement et l'équipement de leurs soldats est plus difficile. En août, l'armée japonaise a l'équivalent de 65 divisions au Japon mais assez d'équipement pour seulement 40 et de munitions pour seulement 30. La 5e armée régionale est principalement composée de réservistes peu entraînés, d'étudiants conscrits, et de miliciens. De plus, les Japonais forment des corps combattants des citoyens patriotiques qui intègrent tous les hommes en bonne santé de 15 à 60 ans et les femmes de 17 à 40 ans. Les armes, l'entraînement, et les uniformes manquent globalement, certains hommes ne sont même armés qu'avec des mousquets à chargement par la bouche, des arcs longs, ou des lances de bambou. On attend cependant d'eux qu'ils fassent leur devoir jusqu'au bout.

### Invasion soviétique de la Mandchourie
Après avoir répudié le pacte de neutralité nippo-soviétique, l'Union soviétique envahit Karafuto et les îles Kouriles le 11 août 1945, quatre jours avant la reddition du Japon. Bien que l'armée rouge soit supérieur en nombre à la 88e division de l'ordre de trois pour un, elle ne peut plus avancer avant que des renforts supplémentaires n'arrivent le 16 août en raison de la forte résistance japonaise. Les combats continuent jusqu'au 21 août et la capitale régionale Toyohara tombe le 25 août.
De nombreux survivants de la 5e armée régionale à Karafuto et dans les îles Chishima sont faits prisonniers en Sibérie et ailleurs dans l'Union soviétique jusqu'au milieu des années 1950. Ses unités basées à Hokkaidō sont démobilisées lors de la reddition du Japon le 15 août 1945.

## Commandement

### Commandants
|   | Nom                                 | De           | À            |
| - | ----------------------------------- | ------------ | ------------ |
| 1 | Lieutenant-général Kiichirō Higuchi | 16 mars 1944 | 21 août 1945 |

### Chef d'état-major
|   | Nom                            | De               | À                |
| - | ------------------------------ | ---------------- | ---------------- |
| 1 | Major-général Matsujiro Kimura | 16 mars 1944     | 26 décembre 1944 |
| 2 | Lieutenant-général Saburo Hagi | 26 décembre 1944 | 21 août 1945     |